# Catas Altas da Noruega
Catas Altas da Noruega är en kommun i Brasilien.   Den ligger i delstaten Minas Gerais, i den sydöstra delen av landet, 700 km sydost om huvudstaden Brasília. Antalet invånare är 3 462.
Omgivningarna runt Catas Altas da Noruega är huvudsakligen savann. Runt Catas Altas da Noruega är det ganska glesbefolkat, med 29 invånare per kvadratkilometer.